# Stausee Steg
Stausee Steg – zaporowy zbiornik retencyjny w Liechtensteinie, w gminie Triesenberg, w sąsiedztwie Steg.
W latach 1947–1948 na rzece Saminie tuż przed ujściem strumienia Malbunbach powstała zapora wraz ze zbiornikiem Stausee Steg. Woda zgromadzona w akwenie jest wykorzystywana przez jedną z dwóch elektrowni wodnych w Liechtensteinie – Elektrownię Samina. Maksymalnie 1,5 m³/s wody płynie z wysokości 1296 m n.p.m. rurami do Maseschy (1270 m n.p.m.), dalej do głównej części elektrowni w Vaduz (457 m n.p.m.) a ostatecznie jest odprowadzana do Liechtensteiner Binnenkanal.
Zbiornik jest poprzedzony stawem sedymentacyjnym – Gänglesee, a dodatkowo jego dno jest regularnie oczyszczane z osadów, dlatego nie rozwija się roślinność.
Jezioro jest stale zarybiane przez Fischereiverein Liechtenstein (Liechtensteiński Związek Wędkarski).